# Hodkovce
Hodkovce est un village de Slovaquie situé dans la région de Košice.

## Histoire
Première mention écrite du village en 1318.
La localité fut annexée par la Hongrie après le premier arbitrage de Vienne le 2 novembre 1938. En 1938, on comptait 223 habitants. Elle faisait partie du district de Košice, en hongrois Kassai járás. Durant la période 1938 -1945, le nom hongrois Hatkóc était d'usage. À la libération, la commune a été réintégrée dans la Tchécoslovaquie reconstituée.

## Démographie

### Évolution de la population
| Année:               | 1994. | 2004.   | 2014.    | 2024. |
| -------------------- | ----- | ------- | -------- | ----- |
| Nombre de personnes: | 259   | 248     | 300      | 411   |
| Différence:          |       | -4,24 % | +20,96 % | +37 % |

| Année:               | 2023. | 2024.   |
| -------------------- | ----- | ------- |
| Nombre de personnes: | 384   | 411     |
| Différence:          |       | +7,03 % |